# Tungka
Tungka is een bestuurslaag in het regentschap Lima Puluh Kota van de provincie West-Sumatra, Indonesië. Tungka telt 4301 inwoners (volkstelling 2010).